# Bernard Gilles Penot
Bernardus a Portu Sanctae Mariae Aquitanus a Portu (1519-1617) foi um médico francês e alquimista. Penoo estudou na Universidade de Basel, onde era médico e, através de Adam von Bodenstein (1528-1577), conheceu os estudos alquímicos que o levaram a seguir os passos de Paracelso.
Procurando a pedra filosófica, ele perdeu todos os seus bens. Penoo atuou como médico no 
Palatinado Frankental, viajou muito e fez contatos com muitos estudantes, como James Swimmer (1569-1610) e Andreas Libavius (1555-1616). Ele também viajou pela Inglaterra, Boêmia e Suíça. Ele morreu muito pobre no Hospital Yverdon-les-Bains, onde era médico desde 1596.

## Trabalhos selecionados
- Vários de seus manuscritos foram incluídos no Chemical Theatre
- Abditorum chymicorum tractatus varii, Frankfurto em Maine, 1595
- Apologia chemiae transmutatoriae, Berno 1608
- Libellus de lapide philosophorum, Frankfurto em Maine, 1594
- Extrato de mercúrio de ouro (extraído do mercúrio pelo carro)
- Canones philosophici
- Perguntas e respostas filosóficas (Perguntas e respostas filosóficas)
- Diálogo de Chemica Art (Dialog de la kemiarto)
- Aegidii de Vondis dialogus inter naturam e filium philosophiae
- Vademecum Theophrasticum, Magdeburg 1607 (Vademeko pri Teofrasto )
- Também atribuídas a ele de acordo com Dider Kahn:
  - Centum quindecim curationes, 1582 por Penot. [2]

## Ver também

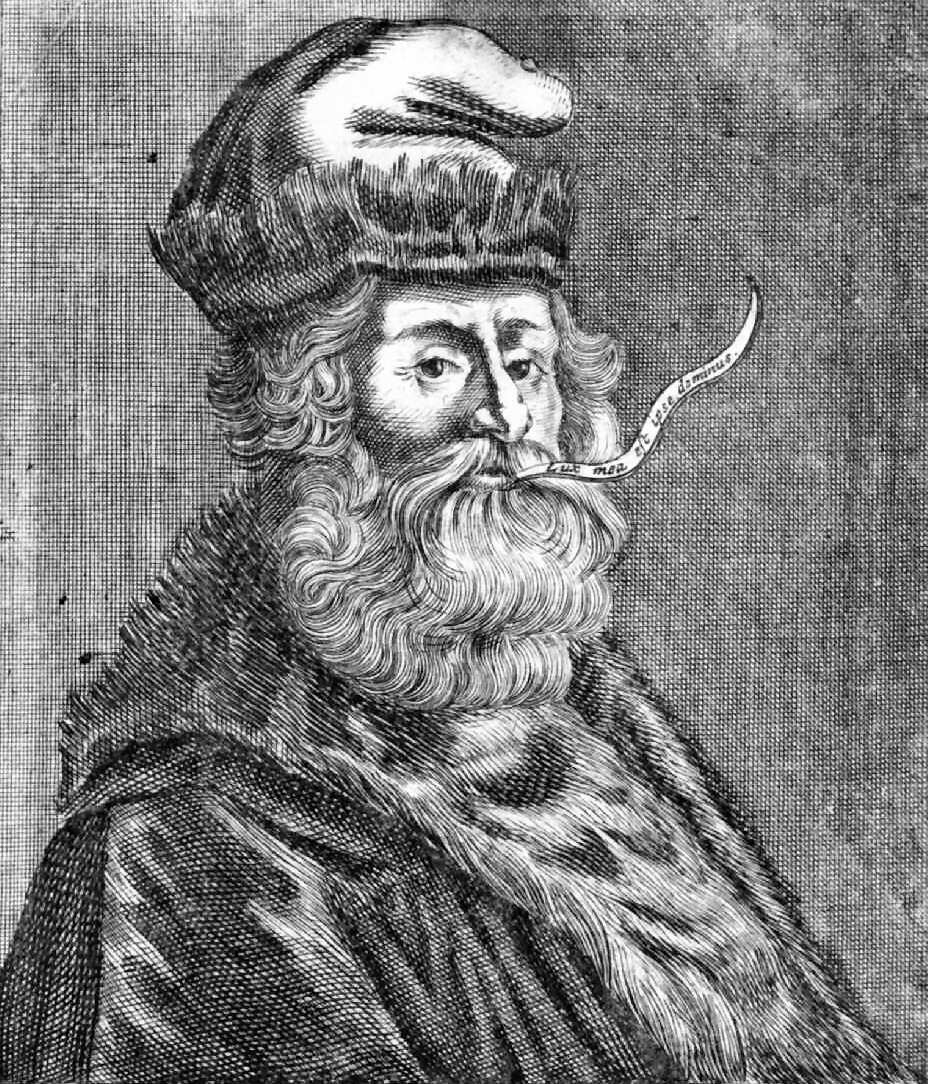
Raimundo Lúlio (1232-1315)
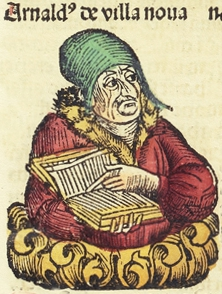
Arnaldo de Vilanova (1235-1311)
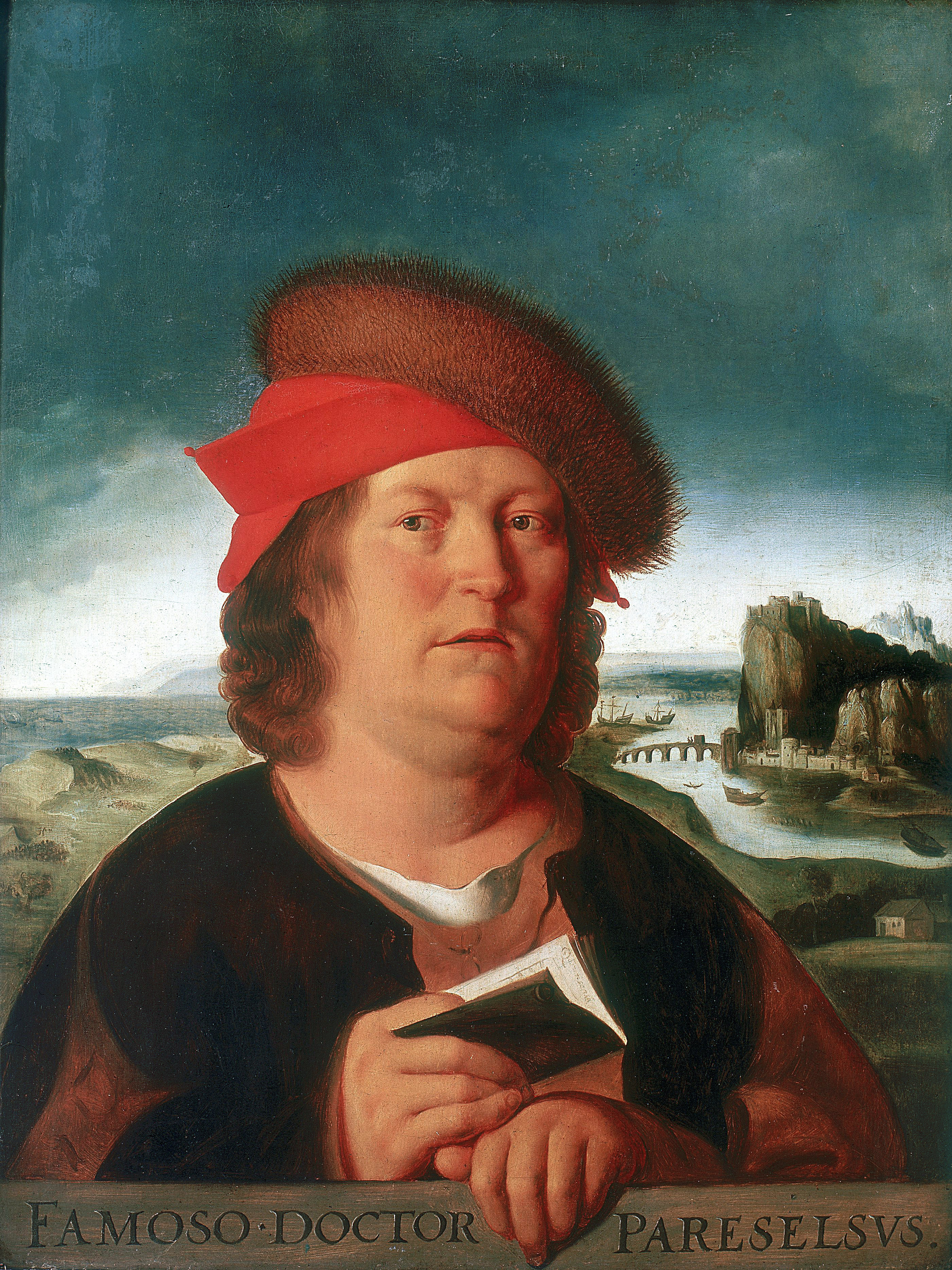
Paracelso (1493-1541)
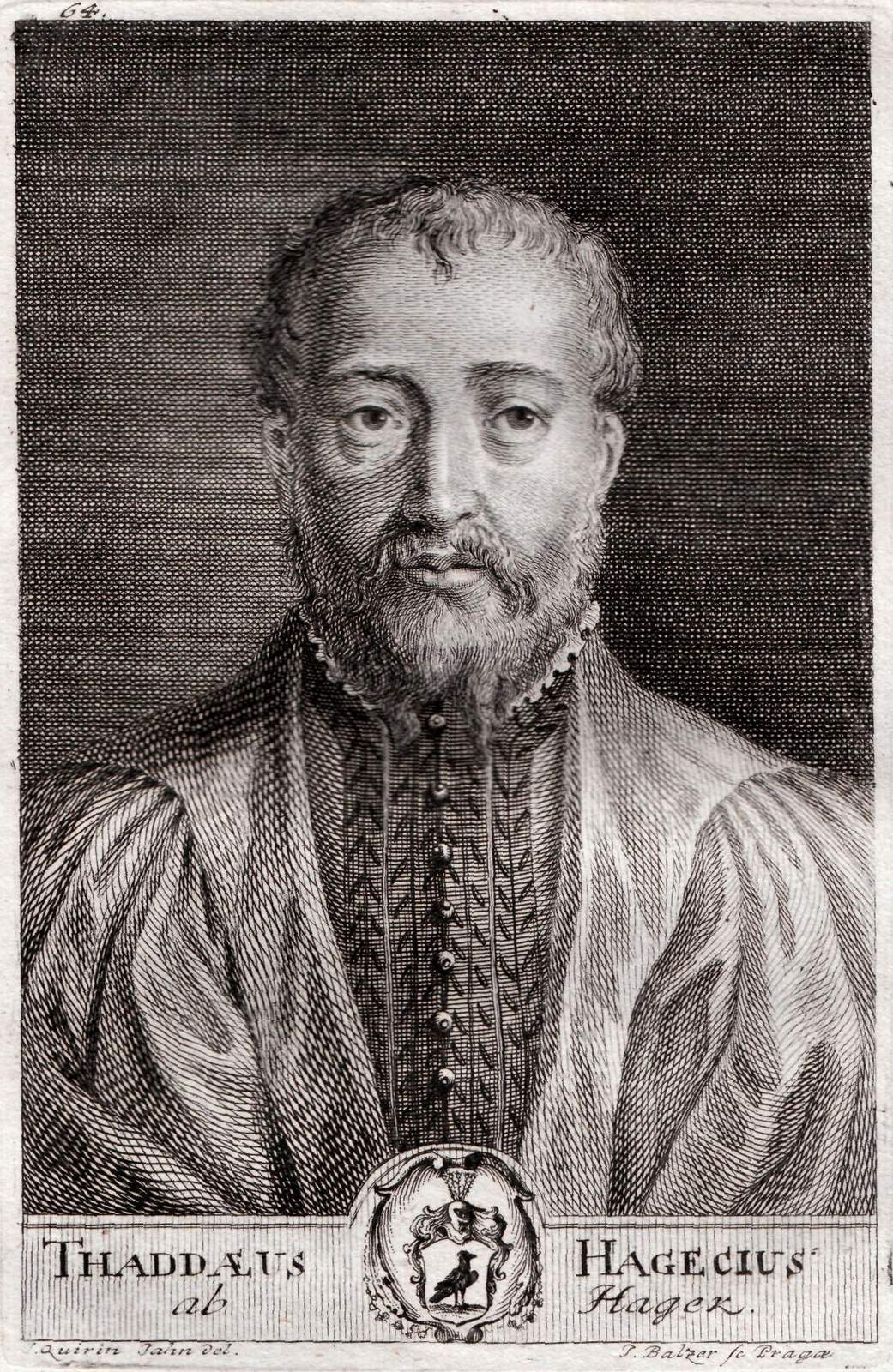
Tadeáš Hájek (1525-1600)
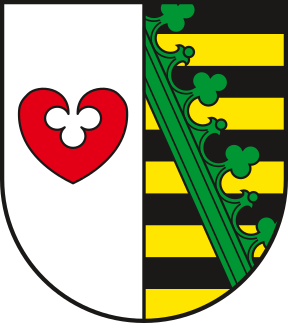
Adam von Bodenstein (1528-1577)
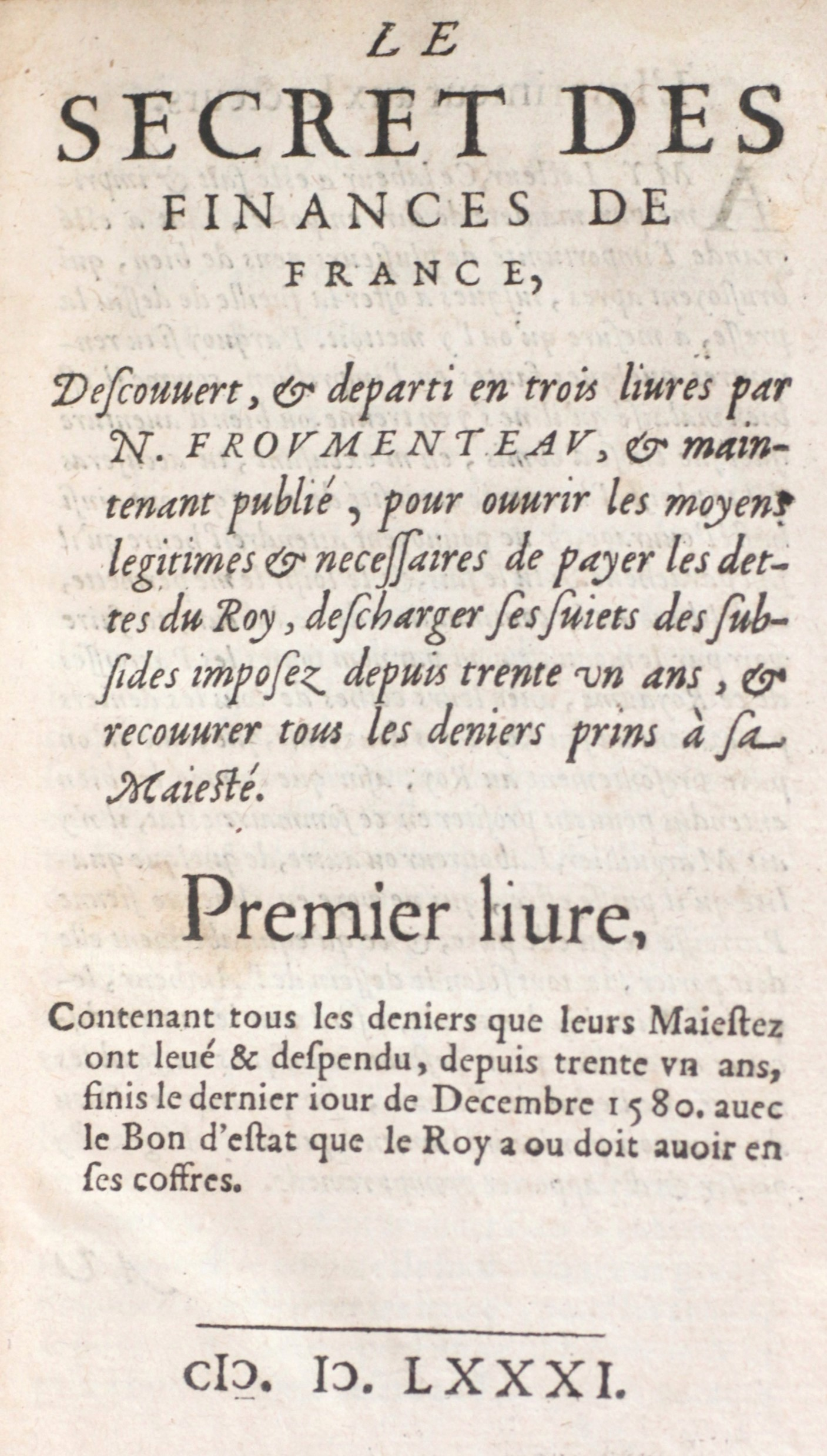
Nicolas Barnaud (1538-1604)
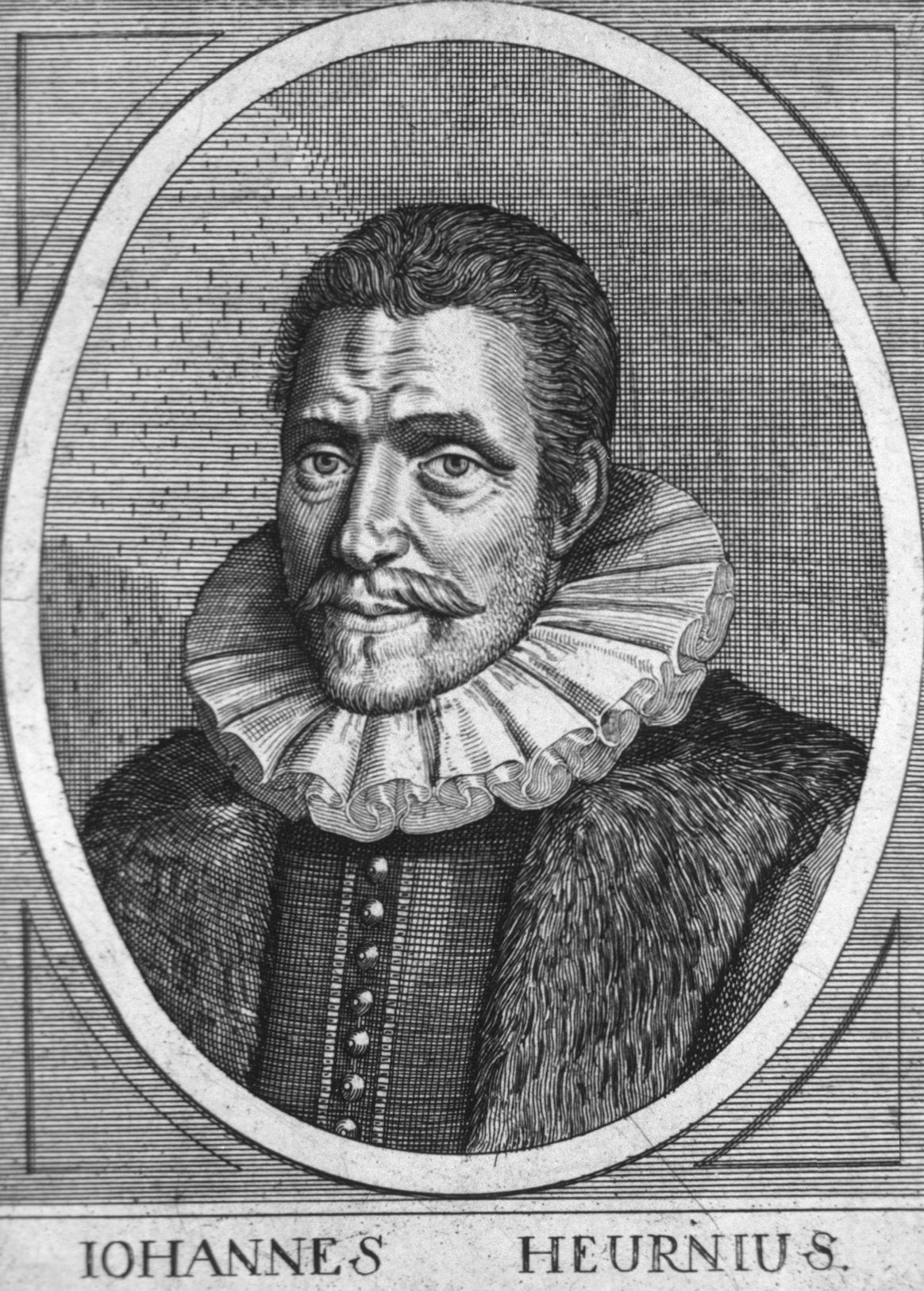
Johannes Heurnius (1543-1601)
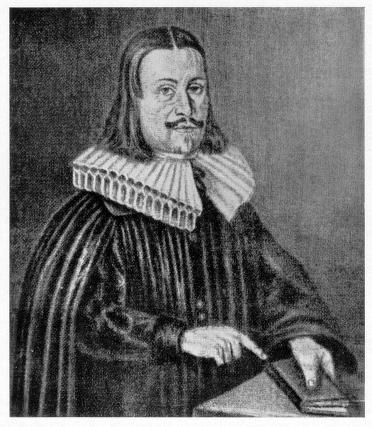
Andreas Libavius (1555-1616)
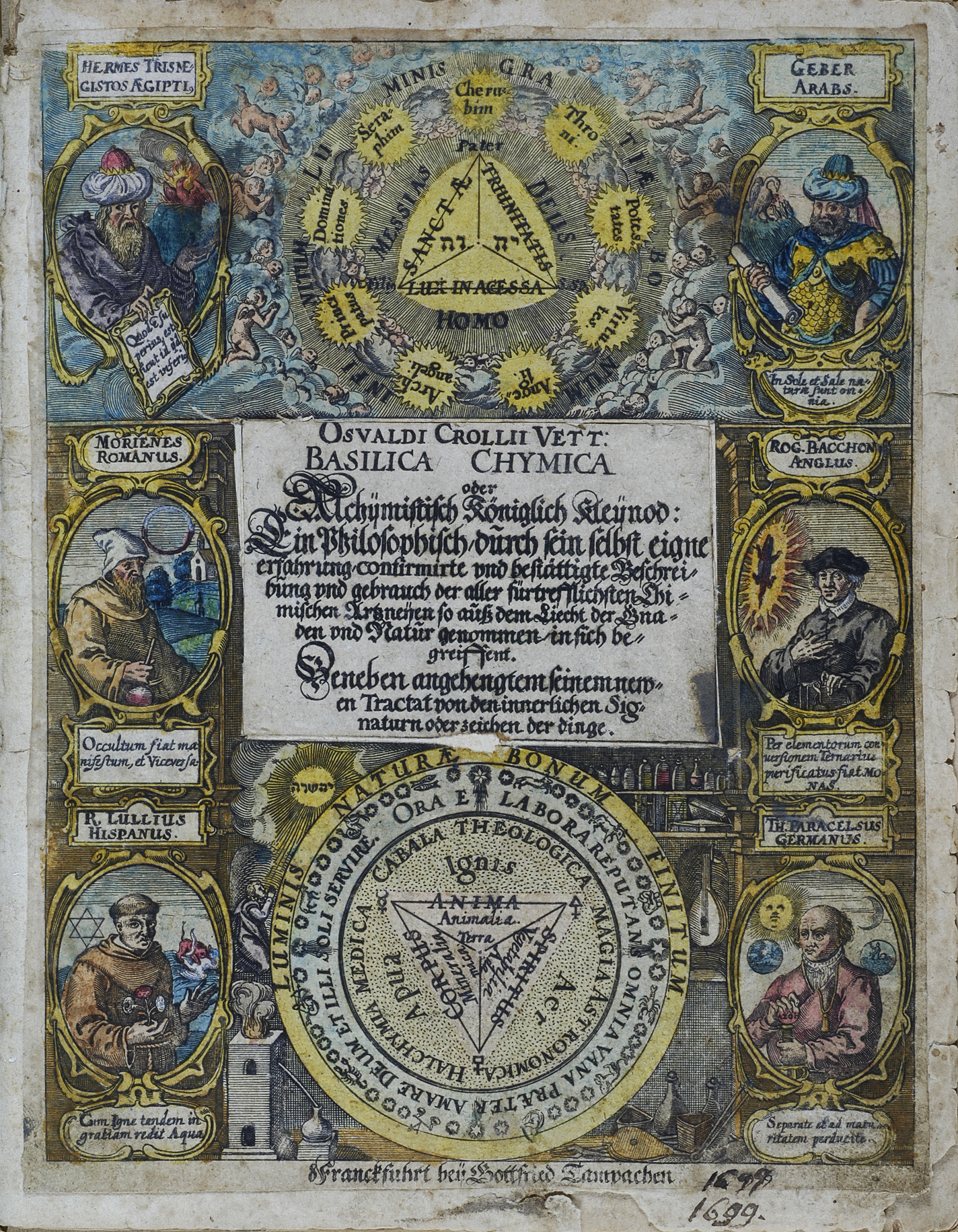
Osvaldo Krolo (1563-1609)
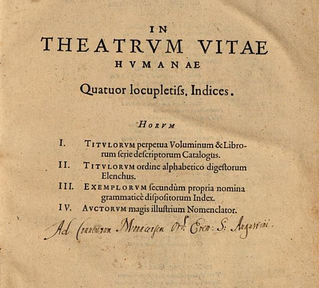
Jakobo Svingero (1569-1610)
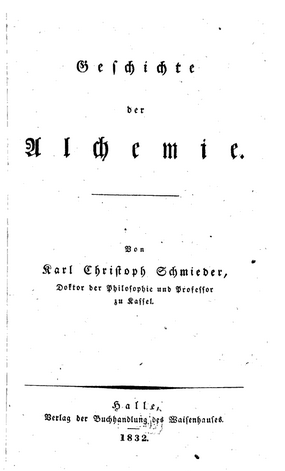
Karl Schmieder (1778-1850)
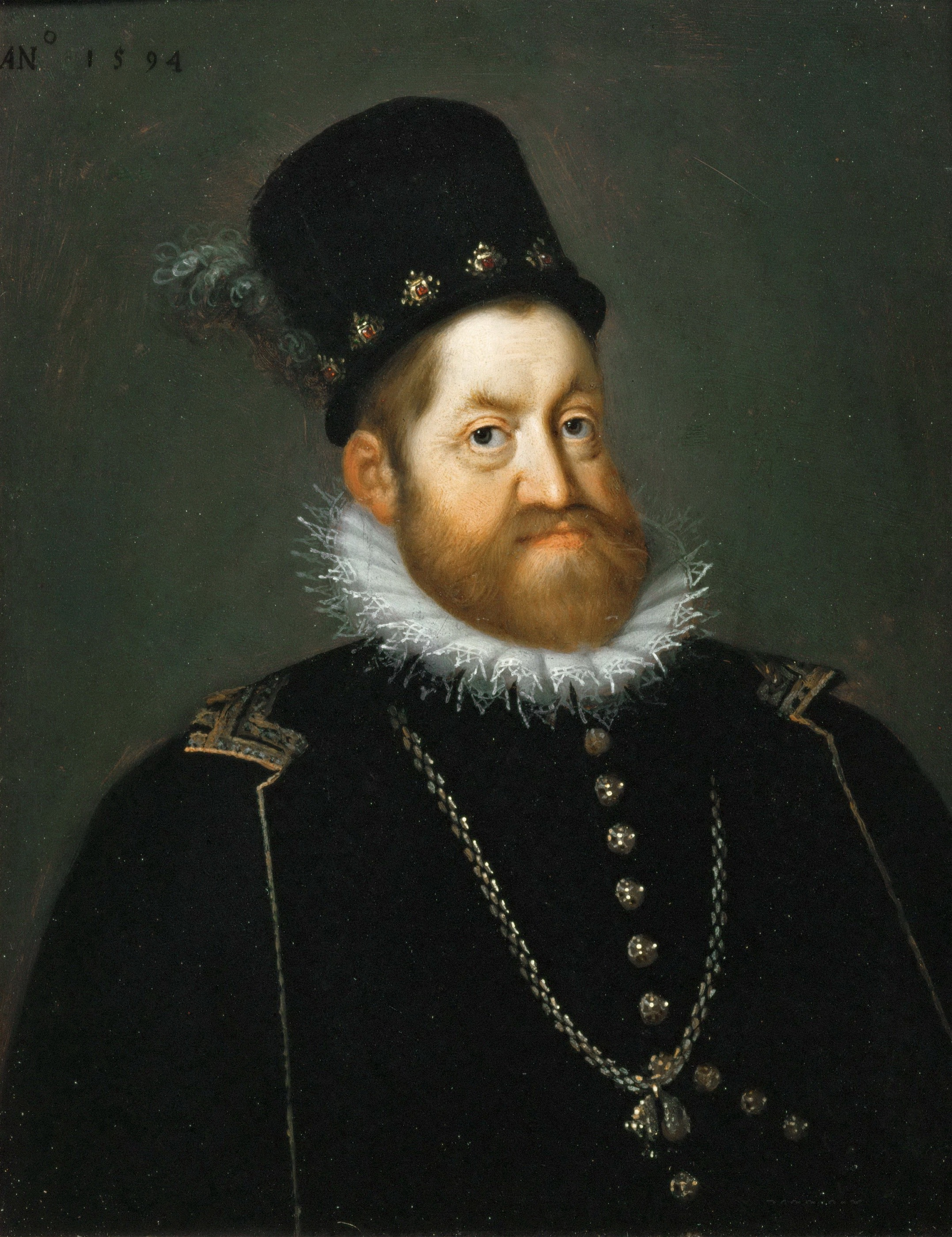
Rodolfo II (1552-1612)